# Atzeni (cognome)
Atzeni è un cognome di lingua sarda.

## Varianti
Acene, Açene, Aceny, Attena, Attene, Atzedi, Atzei, Atzena, Azena, Azzena, Azzeni.

## Origine e diffusione
Cognome tipicamente sardo ma di  presente prevalentemente nel cagliaritano.
Potrebbe derivare da un toponimo.
In Italia conta circa 2202 presenze.
La variante Azzena è tipica dell'olbiatese
.Il cognome “Atzeni” ha radici profonde nella cultura sarda e può essere collegato a varie influenze linguistiche e storiche.
Secondo il canonico Giovanni Spano, illustre storico e linguista sardo del XIX secolo, il cognome potrebbe derivare dal fenicio “Atzim,” che significa “fortezza.” Inoltre, connessioni con radici greche e sardiane sono evidenziate, sottolineando termini come “atzer” per “punta” e “atzùdu” per “coriaceo” e “testardo.” La diversità di influenze riflette la complessità delle radici etimologiche del cognome “Atzeni.”

## Persone
- Enrico Atzeni (1927) – archeologo italiano
- Giovanni Atzeni (1985) – fantino italiano
- Sergio Atzeni (1952-1995) – giornalista e scrittore italiano